# Freixo (Almeida)
Freixo é uma povoação portuguesa sede da Freguesia de Freixo do Município de Almeida, freguesia com 17,18 km² de área e 167 habitantes (censo de 2021), tendo, por isso, uma densidade populacional de 9,7 hab./km².
Freixo está rodeado por Pinzio, Castelo Mendo, Amoreiro, Leomil, Peva, Mesquitela.

## Demografia
Nota: No censo de 1864 figura no concelho de Sabugal. Passou para o atual concelho por decreto de 07/12/1870.
A população registada nos censos foi:
| Ano  | 0-14 Anos | 15-24 Anos | 25-64 Anos | > 65 Anos |
| 2001 | 23        | 27         | 106        | 61        |
| 2011 | 29        | 15         | 84         | 54        |
| 2021 | 10        | 21         | 73         | 63        |

### Património
- Edificado:
  - Casa das Morgadas (Portal Barroco) - século XVIII;
  - Fonte da Carvalha (Mergulho) - século XVIII/XIX;
  - Casa da Tapada (Janela Manuelina) - século XVI

- Religioso:
  - Antiga Igreja Matriz - século XVIII/XIX;
  - Campanário Rústico - século XVIII/XIX;
  - Capela do Santo Cristo - século XX (1910);
  - Cruzeiro - século XVIII/XIX

- Arqueológico e Etnográfico:
  - Levada de água na Ribeira das Cabras - século XIX;

## Restaurantes/Hotéis
- Solar do Côa
- O Tunel